# Arvo Ketonen
Arvo Mikael Ketonen, född 19 november 1888 i Nystad, död 27 maj 1948 i Åbo, var en finländsk tidningsman och politiker.
Ketonen avlade studentexamen 1909. Han började sin karriär inom försäkringsbranschen innan han 1917 blev utnämnd till vd för Ota Oy, Turun Sanomats utgivare. Under Ketonens ledning började tidningen satsa mer på kultur och idrott samt blev redan på 1920-talet en av de största och inflytelserikaste tidningarna i provinsen. Han uppförde ett hus för tidningen i stadens centrum och övertog 1937 även chefredaktörskapet.
Ketonen, som småningom utökade sitt aktieinnehav inom bolaget (slutligen drygt 70 procent), var politiskt aktiv inom Framstegspartiet och satt i riksdagen 1939–1945.
Han var gift med journalisten Irja Ketonen som vid äktenskapets ingående 1941 var Turun Sanomats springflicka, varför giftermålet väckte stort uppseende.